# Julija Tkač
Julija Anatoliïvna Tkač, nata Ostapčuk (in ucraino Юлія Анатоліївна Ткач?; Kovel', 26 settembre 1989), è una lottatrice ucraina, specializzata nella lotta libera.

## Palmarès
- Mondiali

Taškent 2014: oro nei 63 kg.
Las Vegas 2015: bronzo nei 63 kg.
Parigi 2017: argento nei 63 kg.
Budapest 2018: bronzo nei 62 kg.
- Europei

Baku 2010: bronzo nei 63 kg.
Dortmund 2011: oro nei 63 kg.
Belgrado 2012: oro nei 63 kg.
Vantaa 2014: bronzo nei 63 kg.
Riga 2016: argento nei 63 kg.
Novi Sad 2017: bronzo nei 63 kg.
Roma 2020: oro nei 62 kg.
- Giochi europei

Baku 2015: argento nei 63 kg.
Minsk 2019: oro nei 62 kg.